# Dicrania ebenina
Dicrania ebenina är en skalbaggsart som beskrevs av Blanchard 1850. Dicrania ebenina ingår i släktet Dicrania och familjen Melolonthidae. Inga underarter finns listade i Catalogue of Life.